# Umbaúba (kommun)
Umbaúba är en kommun i Brasilien.   Den ligger i delstaten Sergipe, i den östra delen av landet, 1 200 km öster om huvudstaden Brasília. Antalet invånare är 22 660.
Följande samhällen finns i Umbaúba:
- Umbaúba

Omgivningarna runt Umbaúba är en mosaik av jordbruksmark och naturlig växtlighet. Runt Umbaúba är det ganska tätbefolkat, med 166 invånare per kvadratkilometer.